# 11404 Wittig
11404 Wittig è un asteroide della fascia principale. Scoperto nel 1999, presenta un'orbita caratterizzata da un semiasse maggiore pari a 3,1665658 UA e da un'eccentricità di 0,1344508, inclinata di 1,45833° rispetto all'eclittica.